# 兄终弟及
兄终弟及是世袭制度的一种，另一种常见世袭方式为父死子继。兄終弟及的情況除出現於君權之承繼，也適用於某些可以世襲的官爵承繼權。在中國清朝時，顏回後人就多次以兄終弟及之例，承襲翰林院五經博士。

## 亚洲

### 中国
在中國歷史上多見少數民族政權早期（例如金元清）及古三代，例如商代王位由王弟与王子继承并用的制度。传弟一般按年龄长幼依次继承，兄终弟继；传子有传兄之子、传弟之子和传嫡子几种。
商朝长期兄终弟及制和父子继承制并行，中期太庚三子小甲、太戊、雍己正式改為兄終弟及的制度，相繼為王，使中期經常發生王位的糾紛，又稱「九世之亂」，直至商朝後期盘庚迁殷后才穩定。但商朝和后来的宋国仍然延续着兄终弟及制的传统，这种做法也偶見於中國後世朝代。
根據趙光義的說法，宋昭憲太后認為後周滅亡皆因幼主臨朝，所以留下兄終弟及的遺言，要求宋太祖立下金匱之盟，宋太祖被迫接受，死後傳帝位給趙光義，即是太宗。但此說疑點重重，宋太祖時代未曾聽聞此說，且太宗即位後立即迫害太祖之子，歷史學家鄧廣銘、張蔭麟等論証「金匱之盟為虛構」，至今「金匱之盟為虛構」是最有影響力的說法。
元朝時期，元武宗海山在1311年死後由其弟元仁宗愛育黎拔力八達繼承王位，是元朝唯一的兄終弟及的例子。
及至明，朱元璋在《皇明祖训》中明确规定：凡朝廷无皇子，必兄终弟及，须立嫡母所生者。庶母所生，虽长不得立。正德十六年（1521年），明武宗駕崩，就據此立興獻帝朱祐杬之次子朱厚熜為嗣，即明世宗。

### 日本
日本古代早期，受母系社会残余影响，在王位继承方面以兄终弟及为主，後來受中華文化影響，才確立了冊立太子制度。
2019年德仁繼位為日本天皇後，在次年冊立其弟文仁為皇嗣。

## 欧洲
871年4月，英格蘭威塞克斯王國埃塞尔雷德去世，尽管他留下了两个幼子，但根据兄终弟及的继承制度，加上丹麦人的大军压境，使得阿尔弗雷德大王顺利继承了威塞克斯王位。
此外，西臺王國在鐵列平改革前，王位傳承沒有固定法則，各式人物都來競逐，並且實際上施行母系傳承的原始遺風。

## 伊斯兰世界
现存的伊斯兰国家及阿拉伯国家的君主制国家中，父死子继和兄终弟及是两种常见的继承方式。而採用兄终弟及模式的國家之中，沙特阿拉伯是最為人熟悉的例子，自1932年建國以來除了開國君主伊本·沙特之外，歷代君主都是他45個兒子之一，直至薩勒曼一朝才因其兄弟皆已年邁而打破此一情況。萨勒曼起初亦根據兄终弟及原則，冊立其同父異母弟穆克林為皇儲，之後廢穆克林，立侄子穆罕默德·本·纳伊夫為王儲，再廢纳伊夫，立自己的親兒子穆罕默德·本·薩勒曼為王儲至今。
馬來西亞霹靂州蘇丹的繼承亦採用兄终弟及模式。

## 另見
- 中國皇太弟列表

## 外部連結
- 沙特王國奉行兄終弟及制度[]